# Bayer 04 Leverkusen
Bayer 04 Leverkusen is een Duitse voetbalclub uit Leverkusen, Noordrijn-Westfalen. De voetbalclub werd officieel onafhankelijk op 1 april 1999 na een afscheiding van de turn- en sportvereniging Bayer 04 Leverkusen, die al sinds 1 juli 1904 bestaat (de voetbalafdeling bestond hiervoor echter al wel). De club is voor 100 procent een dochteronderneming van het Duitse chemieconcern Bayer AG, waaruit de turn- en sportvereniging in eerste instantie is ontstaan. In 2024 won de club voor het eerst de Bundesliga, het hoogste niveau in Duitsland.
Het team van Bayer 04 promoveerde in 1979 naar de Bundesliga, de hoogste afdeling van het Duitse voetbal en speelt sindsdien onafgebroken in de divisie. Tot de grote successen van de club behoort het winnen van de UEFA Cup in 1988, het winnen van de Duitse beker in 1993 en het bereiken van de UEFA Champions League-finale in 2002. In de periode 1997-2011 heeft de club maar liefst vijf keer de tweede plaats behaald, wat in Duitsland de titel Eeuwige Tweede heeft opgeleverd. De club maakte daar een einde aan door, onder trainer Xabi Alonso, in het seizoen 2023/24 voortijdig het Duits kampioenschap te behalen en nogmaals de Duitse beker te winnen. De aartsrivaal is 1. FC Köln, voornamelijk door de geografische locatie van Leverkusen en Keulen.

## Geschiedenis
In februari 1903 schreef Wilhelm Hauschild, een van de 170 arbeiders van de Bayer-fabriek, een brief aan de directie waarin hij de wens uitdrukte dat er een sportclub kwam die speciaal was voor de arbeiders van de fabriek. Op 1 juli 1904 werd dan Turn- und Spielverein 1904 der Farbenfabrik vormals Friedrich Bayer Co. Leverkusen opgericht.
Op 31 mei 1907 werd er ook een voetbalafdeling opgericht. In de jaren twintig stonden de sportclubs die zowel turnen als balsporten aanboden onder druk om zich te splitsen. Op 28 juni 1928 splitste de afdeling voetbal, handbal, boksen, vuistbal en atletiek zich van de oorspronkelijke vereniging af als Sportvereinigung Bayer 04 Leverkusen, de turnsectie nam de naam TuS 04 aan. De sporters namen de rood-zwarte clubkleuren over waarop de turners hun kleuren veranderden in blauw-geel.
De voetballers speelden tot in de jaren dertig enkel in de derde of vierde klasse. In 1936 promoveerde de club voor het eerst naar de tweede klasse. In dit jaar droegen de spelers bij een eindrondewedstrijd tegen Solingen 95 voor het eerst het logo van Bayer op hun tenues.
In 1951 promoveerde de club voor het eerst naar de hoogste klasse, toen de Oberliga West, een van de vijf hoogste reeksen. Na enkele plaatsen in de middenmoot werd de club derde in 1954/55. Bayer kon het succes echter niet doortrekken en degradeerde het volgende seizoen. Het duurde tot 1962 vooraleer de club opnieuw kon promoveren. De club werd negende, maar na dit seizoen werd de Bundesliga ingevoerd als hoogste klasse, waarvoor zich slechts vijf clubs kwalificeerden. Bayer 04 ging nu in de nieuwe Regionalliga West spelen, dat de nieuwe tweede klasse werd.
De eerste jaren deed de club het niet zo goed, maar in 1968 werd de club voor het eerst kampioen. In de eindronde om promotie naar de Bundesliga, werd de club tweede achter Kickers Offenbach. In 1973 degradeerde de club uit de Regionalliga. In 1976 promoveerde de club terug naar de tweede klasse, intussen was dat de 2. Bundesliga. In het eerste seizoen kon de club het behoud verzekeren en de volgende jaren gingen de prestaties in stijgende lijn. In 1978/79 nam de club op de derde speeldag de leiding en gaf deze niet meer af en promoveerde zo voor het eerst naar de Bundesliga.
De eerste jaren bij de elite waren zwaar voor de club en Bayer streed tegen degradatie. In 1982 moest de club het behoud verzekeren na testwedstrijden tegen tweedeklasser Offenbach. In 1984 fuseerde de sportclub met de turnvereniging waar ze meer dan 50 jaar van gescheiden waren. De nieuwe naam werd TSV Bayer 04 Leverkusen. Hoewel de clubkleuren van de fusieclub in rood-wit gewijzigd werden bleef de voetbalafdeling in rood-zwarte tenues spelen. In 1985/86 werd de club zesde en plaatste zich voor de UEFA Cup, waar de club in de tweede ronde verslagen werd door ASVS Dukla Praha. Ook het volgende seizoen onder leiding van trainer-coach Erich Ribbeck plaatste Bayer zich en schakelde de Duitse club onder andere Feyenoord, FC Barcelona en landgenoot Werder Bremen uit alvorens de finale te bereiken. Na de heenwedstrijd tegen Español Barcelona, die met 3-0 verloren ging, had niemand nog hoop op een Europese overwinning, maar in de terugwedstrijd werd het ook 3-0, waardoor strafschoppen de beslissing moesten brengen. Leverkusen won de penaltyserie met 6-5 en was winnaar van het derde Europese bekertoernooi.
Na twee middenmootplaatsen eindigde de club in 1989/90 voor het eerst in de top vijf. Drie jaar later werd de club weer vijfde en bereikte ook de finale van de DFB-Pokal. Daar stond de club tegenover de verrassende amateurs van Hertha BSC, die verder gekomen waren dan het eerste elftal van Hertha. Door een goal van topschutter van het seizoen, Ulf Kirsten, won de club de Duitse beker. Europees bereikte de club de kwartfinale tegen Benfica Lissabon. Sinds 1997 is Leverkusen nagenoeg altijd terug te vinden in de top-5 van de Bundesliga.
In september en oktober 2022 verloor Leverkusen in de groepsfase van de Champions League van Club Brugge en FC Porto. In de Bundesliga gingen vijf van de acht wedstrijden verloren, waardoor Leverkusen voorlaatste stond. Hierop volgde een trainerswissel en werd de Spanjaard Xabi Alonso aangesteld. Hij werkte eerder met de beloften van Real Sociedad en de jeugd van Real Madrid, en debuteerde bij Leverkusen als hoofdtrainer. Hij loodste de club naar de zesde plek in de Bundesliga en de halve finale van de Europa League.
In 2023/2024 werd Leverkusen voor het eerst kampioen van Duitsland. Na een ongekende reeks zonder nederlagen werd het kampioenschap op 14 april 2024 bevestigd door een 5-0 overwinning op Werder Bremen. De landskampioen zou uiteindelijk alle 34 competitiewedstrijden ongeslagen blijven, waarmee het een unieke prestatie neerzette. Nooit eerder wist een ploeg een heel seizoen in de Bundesliga ongeslagen te blijven. Dat seizoen won Leverkusen ook de DFB-Pokal in de finale tegen de 1. FC Kaiserslautern. In de finale van de UEFA Europa League verloor de ploeg met 3-0 van Atalanta Bergamo.
In de Bundesliga 2024/25 werd Leverkusen tweede achter Bayern München. Ook in de achtste finale van de Champions League werd Leverkusen door München geklopt. Na het seizoen, eind mei 2025, vertrok Alonso naar Real Madrid en werd Erik ten Hag als nieuwe trainer aangesteld.

## Erelijst
| Internationaal     |    |            |
| UEFA Cup           | 1x | 1988       |
| Nationaal          |    |            |
| Bundesliga         | 1x | 2024       |
| DFB-Pokal          | 2x | 1993, 2024 |
| DFL-Supercup       | 1x | 2024       |
| 2. Bundesliga Nord | 1x | 1979       |

## Eerste elftal

### Selectie
| Nr.           | Naam               | Sinds      | Contract   | Vorige club              |
| Doelmannen    | Doelmannen         | Doelmannen | Doelmannen | Doelmannen               |
| ------------- | ------------------ | ---------- | ---------- | ------------------------ |
| 1             | Lukáš Hrádecký     | 2018       | 2026       | Eintracht Frankfurt      |
| 17            | Matej Kovar        | 2023       | 2027       | Manchester United        |
| 36            | Niklas Lomb        | 2012       | 2027       |                          |
| Verdedigers   |                    |            |            |                          |
| 3             | Piero Hincapié     | 2021       | 2027       | Talleres                 |
| 4             | Jonathan Tah       | 2015       | 2025       | Hamburger SV             |
| 5             | Mario Hermoso      | 2025       | 2025       | AS Roma                  |
| 12            | Edmond Tapsoba     | 2020       | 2028       | Vitória                  |
| 13            | Arthur             | 2023       | 2028       | América Mineiro          |
| 20            | Alejandro Grimaldo | 2023       | 2027       | Benfica                  |
| 23            | Nordi Mukiele      | 2024       | 2025       | Paris Saint-Germain      |
| 30            | Jeremie Frimpong   | 2021       | 2028       | Celtic                   |
| 44            | Jeanuël Belocian   | 2024       | 2029       | Stade Rennes             |
| Middenvelders |                    |            |            |                          |
| 7             | Jonas Hofmann      | 2023       | 2027       | Borussia Mönchengladbach |
| 8             | Robert Andrich     | 2021       | 2026       | Union Berlin             |
| 10            | Florian Wirtz      | 2020       | 2027       |                          |
| 16            | Emiliano Buendía   | 2025       | 2025       | Aston Villa              |
| 24            | Aleix García       | 2024       | 2029       | Girona                   |
| 25            | Exequiel Palacios  | 2020       | 2028       | River Plate              |
| 34            | Granit Xhaka       | 2023       | 2028       | Arsenal                  |
| Aanvallers    |                    |            |            |                          |
| 11            | Martin Terrier     | 2024       | 2029       | Stade Rennes             |
| 14            | Patrik Schick      | 2020       | 2027       | AS Roma                  |
| 19            | Nathan Tella       | 2023       | 2028       | Southampton              |
| 21            | Amine Adli         | 2021       | 2026       | Toulouse                 |
| 22            | Victor Boniface    | 2023       | 2028       | Union Sint-Gillis        |
| 18            | Alejo Sarco        | 2025       | 2029       | Vélez Sarsfield          |

Laatste update: 7 februari 2025.

### Staf
| Functie            | Naam             | Sinds | Contract | Vorige club       |
| ------------------ | ---------------- | ----- | -------- | ----------------- |
| Hoofdtrainer       | Erik ten Hag     | 2025  | 2027     | Manchester United |
| Assistent-trainers | Rogier Meijer    | 2025  |          | N.E.C.            |
| Assistent-trainers | Andries Ulderink | 2025  |          | Royal Antwerp     |
| Keeperstrainer     |                  |       |          |                   |

Laatste update: 2 juli 2025

## Overzichtslijsten
| Niveau | Aantal | Periode (1946-2026)                        |
| ------ | ------ | ------------------------------------------ |
| I      | 53     | 1951-1956, 1962-1963, 1979-....            |
| II     | 25     | 1946-1951, 1956-1962, 1963-1973, 1975-1979 |
| III    | 2      | 1973-1975                                  |

### Eindstanden sinds 1964
- 1964 12e
Regionalliga
- 1965 16e
Regionalliga
- 1966 14e
Regionalliga
- 1967 10e
Regionalliga
- 1968 1e
Regionalliga
- 1969 8e
Regionalliga
- 1970 11e
Regionalliga
- 1971 7e
Regionalliga
- 1972 8e
Regionalliga
- 1973 17e
Regionalliga
- 1974 1e
Niveau 3
- 1975 1e
Niveau 3
- 1976 15e
2. Bundesliga
- 1977 10e
2. Bundesliga
- 1978 8e
2. Bundesliga
- 1979 1e
2. Bundesliga
- 1980 12e
Bundesliga
- 1981 11e
Bundesliga
- 1982 16e
Bundesliga
- 1983 11e
Bundesliga
- 1984 7e
Bundesliga
- 1985 13e
Bundesliga
- 1986 6e
Bundesliga
- 1987 6e
Bundesliga
- 1988 8e
Bundesliga
- 1989 8e
Bundesliga
- 1990 5e
Bundesliga
- 1991 8e
Bundesliga
- 1992 6e
Bundesliga
- 1993 5e
Bundesliga
- 1994 3e
Bundesliga
- 1995 7e
Bundesliga
- 1996 14e
Bundesliga
- 1997 2e
Bundesliga
- 1998 3e
Bundesliga
- 1999 2e
Bundesliga
- 2000 2e
Bundesliga
- 2001 4e
Bundesliga
- 2002 2e
Bundesliga
- 2003 15e
Bundesliga
- 2004 3e
Bundesliga
- 2005 6e
Bundesliga
- 2006 5e
Bundesliga
- 2007 5e
Bundesliga
- 2008 7e
Bundesliga
- 2009 9e
Bundesliga
- 2010 4e
Bundesliga
- 2011 2e
Bundesliga
- 2012 5e
Bundesliga
- 2013 3e
Bundesliga
- 2014 4e
Bundesliga
- 2015 4e
Bundesliga
- 2016 3e
Bundesliga
- 2017 12e
Bundesliga
- 2018 5e
Bundesliga
- 2019 4e
Bundesliga
- 2020 5e
Bundesliga
- 2021 6e
Bundesliga
- 2022 3e
Bundesliga
- 2023 6e
Bundesliga
- 2024 1e
Bundesliga
- 2025 2e
Bundesliga

- Niveau 1
- Niveau 2
- Niveau 3

| Legenda niveautijdlijn | Legenda niveautijdlijn      | Legenda niveautijdlijn      | Legenda niveautijdlijn      | Legenda niveautijdlijn    | Legenda niveautijdlijn |
| Liga                   | Seizoen 1963/64 t/m 1973/74 | Seizoen 1974/75 t/m 1993/94 | Seizoen 1994/95 t/m 2007/08 | Seizoen 2008/09 tot heden | Opmerking              |
| ---------------------- | --------------------------- | --------------------------- | --------------------------- | ------------------------- | ---------------------- |
| Bundesliga             | Niveau I                    | Niveau I                    | Niveau I                    | Niveau I                  |                        |
| 2. Bundesliga          | --                          | Niveau II                   | Niveau II                   | Niveau II                 |                        |
| 3. Liga                | --                          | --                          | --                          | Niveau III                |                        |
| Regionalliga           | Niveau II                   | --                          | Niveau III                  | Niveau IV                 |                        |
| Oberliga               | --                          | Niveau III *                | Niveau IV                   | Niveau V                  | * vanaf 1978/79        |

### Seizoensresultaten
| Seizoen   | №  | Niv. | Divisie    | Duels | Winst | Gelijk | Verlies | Doelsaldo | Punten | Tsch   | Topscorer               | DFB-Pokal  | Opmerkingen                                             |
| --------- | -- | ---- | ---------- | ----- | ----- | ------ | ------- | --------- | ------ | ------ | ----------------------- | ---------- | ------------------------------------------------------- |
| 1979–1980 | 12 | I    | Bundesliga | 34    | 12    | 8      | 14      | 45–61     | 32     | 13.941 | Peter Szech (9)         | 2e ronde   |                                                         |
| 1980–1981 | 11 | I    | Bundesliga | 34    | 10    | 10     | 14      | 52–53     | 30     | 11.706 | Arne-Larsen Økland (16) | 2e ronde   |                                                         |
| 1981–1982 | 16 | I    | Bundesliga | 34    | 9     | 7      | 18      | 45–72     | 25     | 9.594  | Arne-Larsen Økland (14) | 3e ronde   | Relegation >Kickers Offenbach 3-1: 1-0 uit en 2-1 thuis |
| 1982–1983 | 11 | I    | Bundesliga | 34    | 10    | 9      | 15      | 43–66     | 29     | 9.382  | Arne-Larsen Økland (13) | 2e ronde   |                                                         |
| 1983–1984 | 7  | I    | Bundesliga | 34    | 13    | 8      | 13      | 50–50     | 34     | 11.653 | Herbert Waas (15)       | 1e ronde   |                                                         |
| 1984–1985 | 13 | I    | Bundesliga | 34    | 9     | 13     | 12      | 52–54     | 31     | 9.659  | Herbert Waas (11)       | 1/4 finale |                                                         |
| 1985–1986 | 6  | I    | Bundesliga | 34    | 15    | 10     | 9       | 63–51     | 40     | 10.129 | Cha Bum-kun (17)        | 1/4 finale |                                                         |
| 1986–1987 | 6  | I    | Bundesliga | 34    | 16    | 7      | 11      | 56–38     | 39     | 12.735 | Herbert Waas (15)       | 2e ronde   |                                                         |
| 1987–1988 | 8  | I    | Bundesliga | 34    | 10    | 12     | 12      | 53–60     | 32     | 9.512  | Christian Schreier (11) | 1e ronde   | Winnaar UEFA Cup                                        |
| 1988–1989 | 8  | I    | Bundesliga | 34    | 10    | 14     | 10      | 45–44     | 34     | 12.329 | Christian Schreier (8)  | 1/2 finale |                                                         |
| 1989–1990 | 5  | I    | Bundesliga | 34    | 12    | 15     | 7       | 40–32     | 39     | 14.424 | Marek Lésniak (8)       | 2e ronde   |                                                         |
| 1990–1991 | 8  | I    | Bundesliga | 34    | 11    | 13     | 10      | 47–46     | 35     | 13.618 | Ulf Kirsten (11)        | 2e ronde   |                                                         |
| 1991–1992 | 6  | I    | Bundesliga | 38    | 15    | 13     | 10      | 53–39     | 43     | 15.153 | Ulf Kirsten (12)        | 1/2 finale |                                                         |
| 1992–1993 | 5  | I    | Bundesliga | 34    | 14    | 12     | 8       | 64–45     | 40     | 17.009 | Ulf Kirsten (20)        | Winnaar    |                                                         |
| 1993–1994 | 3  | I    | Bundesliga | 34    | 14    | 11     | 9       | 60–47     | 39     | 19.112 | Paulo Sérgio (17)       | 1/4 finale | Supercup > Werder Bremen 2-2 (6-7 ns)                   |
| 1994–1995 | 7  | I    | Bundesliga | 34    | 13    | 10     | 11      | 62–51     | 36     | 22.829 | Rudi Völler (16)        | 2e ronde   |                                                         |
| 1995–1996 | 14 | I    | Bundesliga | 34    | 8     | 14     | 12      | 37–38     | 38     | 22.041 | Rudi Völler (10)        | 1/2 finale |                                                         |
| 1996–1997 | 2  | I    | Bundesliga | 34    | 21    | 6      | 7       | 69–41     | 69     | 20.671 | Ulf Kirsten (22)        | 1e ronde   |                                                         |
| 1997–1998 | 3  | I    | Bundesliga | 34    | 14    | 13     | 7       | 66–39     | 55     | 22.252 | Ulf Kirsten (22)        | 1/4 finale |                                                         |
| 1998–1999 | 2  | I    | Bundesliga | 34    | 17    | 12     | 5       | 61–30     | 63     | 22.435 | Ulf Kirsten (19)        | 2e ronde   |                                                         |
| 1999–2000 | 2  | I    | Bundesliga | 34    | 21    | 10     | 3       | 74–36     | 73     | 22.470 | Ulf Kirsten (17)        | 2e ronde   |                                                         |
| 2000–2001 | 4  | I    | Bundesliga | 34    | 17    | 6      | 11      | 54–40     | 57     | 22.382 | Oliver Neuville (15)    | 1/8 finale |                                                         |
| 2001–2002 | 2  | I    | Bundesliga | 34    | 21    | 6      | 7       | 77–38     | 69     | 22.382 | Michael Ballack (17)    | Finale     | Verliezend finalist Champions League                    |
| 2002–2003 | 15 | I    | Bundesliga | 34    | 11    | 7      | 16      | 47–56     | 40     | 22.410 | Daniel Bierofka (7)     | 1/2 finale |                                                         |
| 2003–2004 | 3  | I    | Bundesliga | 34    | 19    | 8      | 7       | 73–39     | 65     | 22.500 | Dimitar Berbatov (16)   | 1/8 finale |                                                         |
| 2004–2005 | 6  | I    | Bundesliga | 34    | 16    | 9      | 9       | 65–44     | 57     | 22.500 | Dimitar Berbatov (20)   | 2e ronde   |                                                         |
| 2005–2006 | 5  | I    | Bundesliga | 34    | 14    | 10     | 10      | 64–49     | 52     | 22.264 | Dimitar Berbatov (21)   | 2e ronde   |                                                         |
| 2006–2007 | 5  | I    | Bundesliga | 34    | 15    | 6      | 13      | 54–49     | 51     | 22.410 | Andriy Voronin (10)     | 2e ronde   |                                                         |
| 2007–2008 | 7  | I    | Bundesliga | 34    | 15    | 6      | 13      | 57–40     | 51     | 22.471 | Theofanis Gekas (11)    | 1e ronde   |                                                         |
| 2008–2009 | 9  | I    | Bundesliga | 34    | 14    | 7      | 13      | 59–46     | 49     | 26.532 | Patrick Helmes (21)     | Finale     |                                                         |
| 2009–2010 | 4  | I    | Bundesliga | 34    | 15    | 14     | 5       | 65–38     | 59     | 29.309 | Stefan Kießling (21)    | 2e ronde   |                                                         |
| 2010–2011 | 2  | I    | Bundesliga | 34    | 20    | 8      | 6       | 64–44     | 68     | 28.633 | Arturo Vidal (10)       | 2e ronde   |                                                         |
| 2011–2012 | 5  | I    | Bundesliga | 34    | 15    | 9      | 10      | 52–44     | 54     | 28.494 | Stefan Kießling (16)    | 1e ronde   |                                                         |
| 2012–2013 | 3  | I    | Bundesliga | 34    | 19    | 8      | 7       | 65–39     | 65     | 28.175 | Stefan Kießling (25)    | 1/8 finale |                                                         |
| 2013–2014 | 4  | I    | Bundesliga | 34    | 19    | 4      | 11      | 60–41     | 61     | 28.452 | Stefan Kießling (15)    | 1/4 finale |                                                         |
| 2014–2015 | 4  | I    | Bundesliga | 34    | 17    | 10     | 7       | 62–37     | 61     | 29.311 | Karim Bellarabi (12)    | 1/4 finale |                                                         |
| 2015–2016 | 3  | I    | Bundesliga | 34    | 18    | 6      | 10      | 56–40     | 60     | 29.018 | Javier Hernández (17)   | 1/4 finale |                                                         |
| 2016–2017 | 12 | I    | Bundesliga | 34    | 11    | 8      | 15      | 53-55     | 41     | 28.428 | Javier Hernández (11)   | 2e ronde   |                                                         |
| 2017–2018 | 5  | I    | Bundesliga | 34    | 15    | 10     | 9       | 58-44     | 55     | 28.412 | Kevin Volland (14)      | 1/2 finale |                                                         |
| 2018-2019 | 4  | I    | Bundesliga | 34    | 18    | 4      | 12      | 69-52     | 58     | 27.990 | Kai Havertz (17)        | 1/8 finale |                                                         |
| 2019-2020 | 5  | I    | Bundesliga | 34    | 19    | 6      | 9       | 61-44     | 63     | 21.236 | Kai Havertz (12)        | Finale     |                                                         |
| 2020-2021 | 6  | I    | Bundesliga | 34    | 14    | 10     | 10      | 53-39     | 52     | --     | Lucas Alario (11)       | 8e finale  |                                                         |
| 2021-2022 | 3  | I    | Bundesliga | 34    | 19    | 7      | 8       | 80-47     | 64     | 16.787 | Patrik Schick (24)      | 2e ronde   |                                                         |
| 2022-2023 | 6  | I    | Bundesliga | 34    | 14    | 8      | 12      | 57-49     | 50     | 28.609 | Moussa Diaby (9)        | 1e ronde   |                                                         |
| 2023-2024 | 1  | I    | Bundesliga | 34    | 28    | 6      | 0       | 89-24     | 90     | 29.994 | Victor Boniface (14)    | Winnaar    |                                                         |
| 2024-2025 | 2  | I    | Bundesliga | 34    | 19    | 12     | 3       | 72-43     | 69     | 29.961 | Patrik Schick (21)      | 1/2 finale |                                                         |

### Bayer Leverkusen in Europa
Bayer Leverkusen speelt sinds 1986 in diverse Europese competities. Hieronder staan de competities en in welke seizoenen de club deelnam. De editie die Bayer Leverkusen heeft gewonnen is dik gedrukt.
- Champions League (15x)

1997/98, 1999/00, 2000/01, 2001/02, 2002/03, 2004/05, 2011/12, 2013/14, 2014/15, 2015/16, 2016/17, 2019/20, 2022/23, 2024/25, 2025/26
- Europa League (9x)

2010/11, 2012/13, 2015/16, 2018/19, 2019/20, 2020/21, 2021/22, 2022/23, 2023/24
- Europacup II (1x)

1993/94
- UEFA Cup (11x)

1986/87, 1987/88, 1988/89, 1990/91, 1994/95, 1998/99, 1999/00, 2000/01, 2005/06, 2006/07, 2007/08
- Intertoto Cup (1x)

1995
Bijzonderheden Europese competities:
| Bijzonderheid                 | Datum      | Tegenstander      | Uitslag | Plaats     | Naam            | Aantal |
| ----------------------------- | ---------- | ----------------- | ------- | ---------- | --------------- | ------ |
| Hoogste overwinning           | 13-08-1997 | FC Dinamo Tbilisi | 6-1     | Leverkusen |                 |        |
| Hoogste nederlaag             | 07-03-2012 | FC Barcelona      | 1-7     | Barcelona  |                 |        |
| Speler met meeste wedstrijden | 10-04-2008 |                   |         |            | Bernd Schneider | 75     |
| Speler met meeste doelpunten  | 15-05-2002 |                   |         |            | Ulf Kirsten     | 35     |

UEFA Club Ranking: 13 (07-07-2025)

## Bekende (oud-)Werkself

### Spelers
- Amine Adli
- Lucas Alario
- Nadiem Amiri
- Robert Andrich
- Charles Aranguiz
- Santiago Arias
- Renato Augusto
- Sardar Azmoun
- Mitchel Bakker
- Leon Bailey
- Michael Ballack
- Julian Baumgartlinger
- Karim Bellarabi
- Lars Bender
- Sven Bender
- Julian Brandt
- Hans-Jörg Butt
- Hakan Çalhanoğlu
- Daniel Carvajal
- Kerem Demirbay
- Moussa Diaby
- Aleksandar Dragović
- Timothy Fosu-Mensah
- Jeremie Frimpong
- Andrés Guardado
- Kai Havertz
- Javier Hernández
- Piero Hincapié
- Adam Hložek
- Lukáš Hrádecký
- Callum Hudson-Odoi
- Kevin Kampl
- Stefan Kießling
- Ulf Kirsten
- Niko Kovač
- Robert Kovač
- Toni Kroos
- Bernd Leno
- Lúcio
- Admir Mehmedi
- Erik Meijer
- Arkadiusz Milik
- Oliver Neuville
- Exequiel Palacios
- André Ramalho
- Patrik Schick
- André Schürrle
- Bernd Schuster
- Daniel Schwaab
- Daley Sinkgraven
- Son Heung-min
- Jonathan Tah
- Edmond Tapsoba
- Kevin Volland
- Rudi Völler
- Wendell Nascimento Borges
- Florian Wirtz
- Zé Roberto

#### Spelers records
Top-5 meest gespeelde wedstrijden
| Nr. | Naam             | Land      | Positie      | Periode   | Aantal |
| --- | ---------------- | --------- | ------------ | --------- | ------ |
| 1.  | Rüdiger Vollborn | Duitsland | Doelman      | 1982-2000 | 487    |
| 2.  | Thomas Hörster   | Duitsland | Verdediger   | 1977-1991 | 453    |
| 3.  | Ulf Kirsten      | Duitsland | Aanvaller    | 1990-2003 | 448    |
| 4.  | Stefan Kießling  | Duitsland | Aanvaller    | 2006-2018 | 444    |
| 5.  | Carsten Ramelow  | Duitsland | Middenvelder | 1996-2008 | 437    |

Top-5 doelpuntenmakers
| Nr. | Naam               | Land      | Periode   | Aantal |
| --- | ------------------ | --------- | --------- | ------ |
| 1.  | Ulf Kirsten        | Duitsland | 1990-2003 | 240    |
| 2.  | Stefan Kießling    | Duitsland | 2006-2018 | 162    |
| 3.  | Dimitar Berbatov   | Bulgarije | 2001-2006 | 91     |
| 4.  | Herbert Waas       | Duitsland | 1982-1989 | 87     |
| 5.  | Christian Schreier | Duitsland | 1984-1991 | 83     |

stand: 04-02-2024

### Trainers
- Xabi Alonso
- Klaus Augenthaler
- Peter Bosz
- Christoph Daum
- Erik ten Hag
- Jupp Heynckes
- Bruno Labbadia
- Rinus Michels
- Erich Ribbeck
- Roger Schmidt
- Klaus Toppmöller